# Villa Hanna-Honeycomb
Pour les articles homonymes, voir Villa (homonymie) et Hanna.
La villa Hanna Honeycomb ou Hanna House (Hanna-Honeycomb House, Villa Hanna-alvéole d'abeille, en anglais) est une villa de style moderne-usonia-organique-Prairie School-Pacifique lodge-architecture californienne moderne, construite entre 1937 et 1962 par l'architecte américain Frank Lloyd Wright (1867-1959) sur le campus de l'université Stanford de Stanford-Palo Alto dans la Silicon Valley en Californie aux États-Unis. Elle est classée National Historic Landmark depuis 1989,.

## Historique
Après avoir visité la villa Taliesin de 1911 du célèbre architecte américain Frank Lloyd Wright, Paul Robert Hanna (en) et son épouse Jean Shuman (jeune couple de professeurs-écrivain américains, et leurs trois enfants) lui font construire cette villa de 330 m², sur terrain en pente vallonné et arboré de 6000 m², de l'université Stanford de Stanford-Palo Alto dans la Silicon Valley, près de la baie de San Francisco, ou ils vivent et enseignent,,.

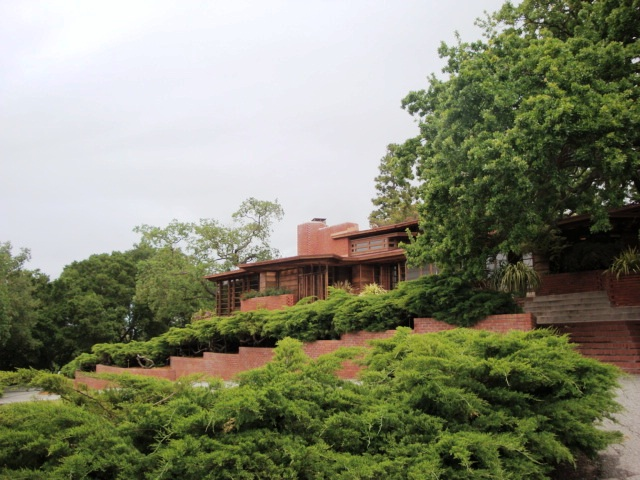
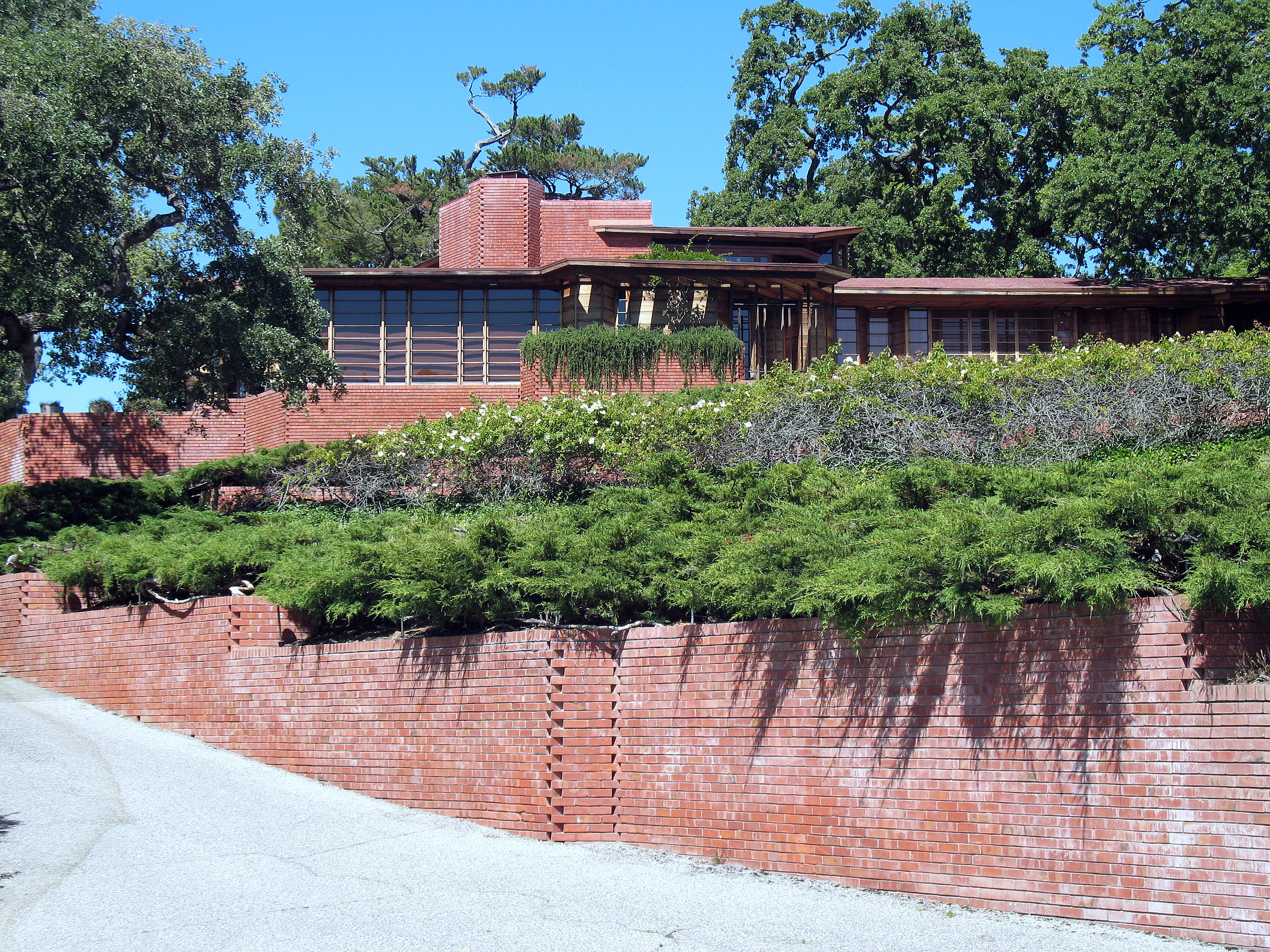

Son style moderne-usonia-organique-Prairie School-Pacifique lodge-architecture californienne moderne est inspiré entre autres des alvéoles d'abeille (Honeycomb), et des villas locales avantgardistes Kings Road House (1922) et Lovell House (1927) de Rudolf Schindler, et Neutra VDL Studio and Residences (1932) de Richard Neutra, ainsi que des villa Taliesin (1911), maison sur la cascade (1935), Taliesin West (1937), et Jacobs I (1937) de Frank Lloyd Wright...

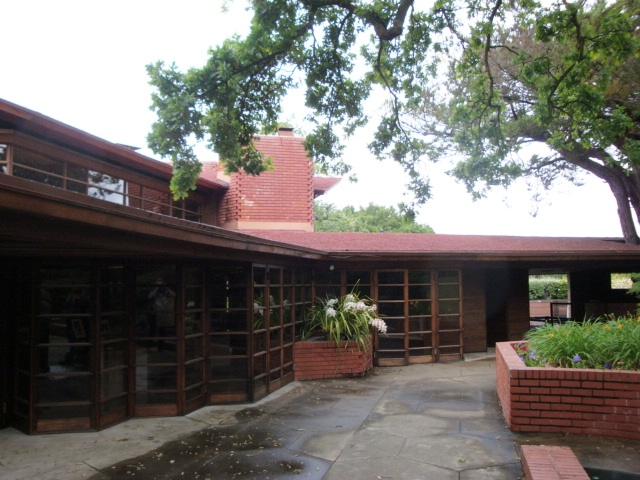
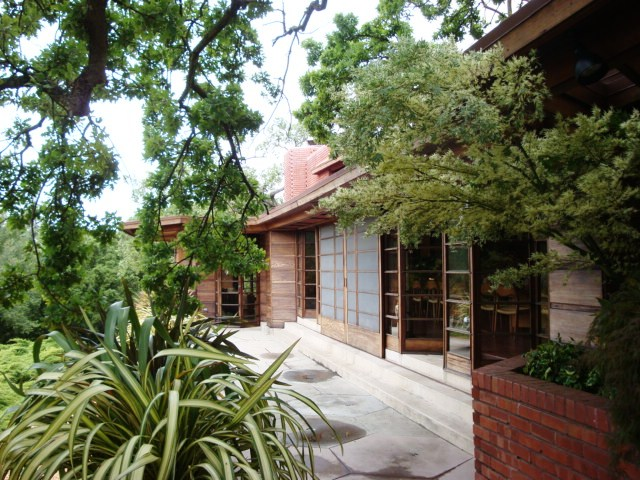
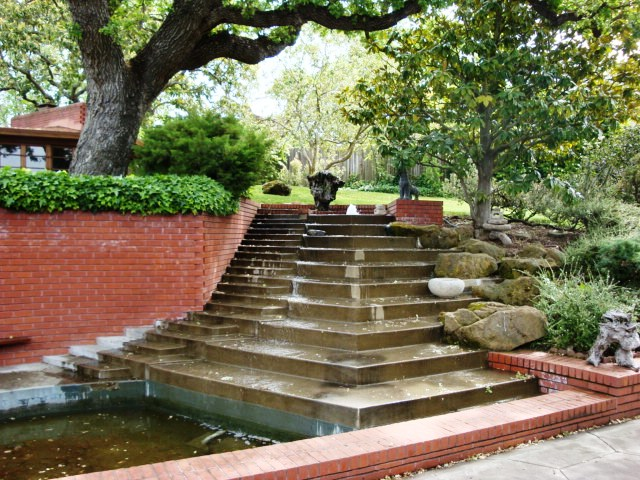

Les travaux débutent en 1937 et s'étendent sur 25 ans avec divers améliorations et agrandissements. La villa est construite avec des matériaux locaux : béton, bois de séquoia, brique rouge de San José, et verre, avec quatre chambres, trois salles de bains, nombreux mobiliers intégrés, toit-terrasse, terrasses carrelées, maison d'hôtes, piscine, et cascade d'eau...
Après avoir vécu 38 ans dans cette demeure, le couple la cède en 1974 à l'université de Stanford, qui l'utilise depuis pour des réceptions ou des séminaires, et l'ouvre à la visite sur réservation. 
Construite sur la faille de San Andreas, la villa est gravement endommagée par le séisme de 1989 à Loma Prieta. Elle est alors classée National Historic Landmark de Californie, et entièrement restaurée durant 10 ans avec des renforcements parasismiques, jusqu'en 1999.

## Distinctions
- 1978 : classée Registre national des lieux historiques dans le comté de Santa Clara en Californie (en)
- 1989 : classée National Historic Landmark de Californie[7].